# Рубин (авиационная корпорация)
«Рубин» («Авиационная корпорация „Рубин“») — российское предприятие, разработчик и изготовитель взлётно-посадочных устройств, гидроагрегатов и гидросистем самолётов и других летательных аппаратов. Расположено в Балашихе Московской области.
Основные виды деятельности — производство продукции для авиастроения: тормозных и нетормозных колёс, приводов-генераторов, плунжерных насосов, насосных станций, гидромоторов, ряда агрегатов управления.
Приказом № 113 от 15 марта 1946 г. народного комиссара авиационной промышленности М.В. Хруничева было принято решение о  создании в Балашихе  завода № 279. Его  директором и главным конструктором был  назначен  П.В.  Флёров. 
Завод № 279 был создан в целях обеспечения колёсами и тормозами реактивных и скоростных самолётов. В том же 1946 году главным конструктором и директором завода был назначен Трифон Максимович Башта – известный советский учёный, профессор, доктор технических наук. С заданием Башта справился на отлично. В 1946 году на базе опытного производства завода № 219 были созданы необходимые для нормального функционирования предприятия механический цех №45, первым начальником которого стал Иван Степанович Гудков, литейный цех №42, отдел технического контроля, технологический отдел и целый ряд других служб и отделов. 
Первой большой задачей для завода стало создание колёс и тормозов для нового современного стратегического бомбардировщика.Произведённые на предприятии из Балашихи тормозные колёса с шинами высокого давления и пневматические агрегаты тормозных систем были изготовлены и поставлены для лётных испытаний первых реактивных самолётов МиГ-9, Як-15 и Ла-150.
К концу 40-х годов в СССР приступили к новым проектам создания реактивных самолётов. Появились стратегические бомбардировщики Ту-95 и М-4, бомбардировщик Ту-16, истребители МиГ-17 и МиГ-19, истребители-перехватчики Су-11 и Як-25, военно-транспортный самолёт Ан-8, самолёт-амфибия Бе-8 и ряд других. И на всех этих летательных аппаратах  устанавливалось оборудование завода №279. 
В конце 1954 года Главным конструктором завода был назначен Иван Иванович Зверев.В то время  на предприятии уже начали складываться свои конструкторские традиции, формировалась своя, уникальная, «рубиновская» научная школа.
С середины 50-х годов Вооружённые силы СССР вступили в новый этап развития. Авиация была оснащена межконтинентальными бомбардировщиками, в массовом масштабе выпускались современные истребители. Активно развивалась и гражданская авиация. Все эти самолёты имели взлётно-посадочные устройства – колёса, тормоза, тормозные системы, гидравлические насосы и агрегаты с более высокими характеристиками и новыми конструктивными решениями. А разрабатывали их и внедряли в производство на заводе №279 в Балашихе.
Государство высоко оценило труд работников завода №279. В первые годы его существования 22 сотрудника предприятия были награждены орденами и медалями Советского Союза. Орденов Трудового Красного Знамени были удостоены Главный конструктор Иван Иванович Зверев и токарь механического цеха №45 Иван Дмитриевич Беспалов. 
К началу 60-х годов завод №279 превратился в солидное предприятие с мощным производственным потенциалом, отличным оборудованием, профессиональными кадрами, уникальным конструкторским бюро. Развитие продолжалось постоянно. Так, приказом Главного конструктора и ответственного руководителя И.И. Зверева от 21 марта 1960 года единое конструкторское бюро завода было разделено на два самостоятельных конструкторских бюро: КБ-1 (конструкторское бюро гидравлики, начальник А.Г. Агладзе) и КБ-2 (конструкторское бюро колёс, начальник С.С. Коконин). А 31 декабря 1960 года на заводе был создан научно-исследовательский отдел по тематике взлётно-посадочных устройств с непосредственным подчинением его Главному конструктору. Для участия в лётно-заводских и государственных испытаниях самолётов на заводе «Рубин» была создана специальная группа, позже преобразованная в отдел №260. В 1967 году, сразу после демобилизации из рядов Советской армии, в эту группу (тогда ещё бригаду) пришёл работать прославленный лётчик, Герой Советского Союза, командир эскадрильи «Монгольский Арат» Николай Петрович Пушкин. 
В 60-е голы гражданская авиация в СССР получила ещё более совершенные машины. К примеру, в ОКБ им. С.В. Ильюшина в 1960 году был разработан первый советский турбореактивный дальнемагистральный пассажирский самолёт Ил-62 межконтинентальной дальности, который стал настоящим прорывом в развитии отечественной гражданской авиации. Завод №279 активно участвовал в реализации этого проекта. В КБ-2 предприятия из Балашихи в 1961 году была разработана электрогидравлическая дистанционная система торможения для этого самолёта. Авторами  изобретения стали С.С. Коконин и И.И. Зверев. По сути, для Ил-62 были разработаны новые агрегаты: электрогидравлические редукционные клапаны КЭ26/1, подпедальные потенциометрические задатчики давления УЭ35/1, блоки управления УЭ36/1, а также ряд других.
Ещё одним заданием для завода №279 стала необходимость разработки топливного насоса для двигателей истребителя МиГ-23. А для самолёта МиГ-25 конструкторским бюро гидравлики завода были применены поршневой насос НП70 постоянной производительности    50 л/мин на рабочее давление 210-220 кг/см2, а также автомат разгрузки РД19А, ограничитель расхода РД20А и ряд электрогидравлических разделителей.
В 60-е годы предприятию поручили создать принципиально новые агрегаты по ракетной и космической тематике. В результате появились насосы НП80А, НП80Е с номинальными входными оборотами 8000-10000 в минуту и временем выхода на них не более одной  секунды, а также такие уникальные изделия, как рулевая машина РМ9 с управлением по телеметрии, находящаяся в производстве до сих пор, гидроприводы постоянных оборотов ГП7 и их модификации, поршневой насос НП68, насосная станция НС37 и другие.
В 1967 году произошло историческое событие в судьбе предприятия – завод №279 был преобразован в агрегатный завод «Рубин». Достоверно неизвестно, почему организации досталось такое название. 
За прошедшие годы было разработано и освоено серийное производство более 1500 наименований различных агрегатов, в том числе для космического комплекса «Буран».
В 2015 году на предприятии внедрена система «нулевой точки» — модульная конструкция приспособлений для фрезерных обрабатывающих центров с ЧПУ, что позволяет снимать и устанавливать обратно на станок наладку с деталью с погрешностью 3—5 микронов.
В 2009 году выручка предприятия составила 1,81 млрд руб., чистая прибыль — 142,4 млн руб. С 2010 года компания подписала 76 контрактов в качестве поставщика на общую сумму 2,59 млрд руб., наибольшее количество контрактов было подписано концерном «Туполев».
В настоящее время корпорация активно развивается, проводит модернизацию и техническое перевооружение производства, внедряет новые технологии, строит современные цеха и при этом  из года в год сохраняет устойчивый рост объёма выпускаемой продукции.
В 2018 году выдана лицензия Росавиации на изготовление компонентов III класса. 